# Il vedovo allegro
Pour plus de détails, voir Fiche technique et Distribution.
Il vedovo allegro est un film italien réalisé par Mario Mattoli, sorti en 1949.

## Fiche technique
- Titre : Il vedovo allegro
- Réalisation : Mario Mattoli
- Scénario : Mario Mattoli, Aldo De Benedetti et Age-Scarpelli
- Photographie : Aldo Tonti
- Musique : Felice Montagnini
- Pays d'origine : Italie
- Format : Noir et blanc - 1,37:1 - Mono
- Genre : romance
- Durée : 90 minutes
- Date de sortie : 1949

## Distribution
- Carlo Dapporto : Bebè
- Isa Barzizza : Lucy
- Amedeo Nazzari : le professeur De Carlo
- Ave Ninchi : Dolores
- Irasema Dilián : Peggy
- Luigi Pavese : le commissaire d'Interpol
- Mimma Beccari : La petite Anna Maria
- Arnoldo Foà : Roy
- Tina De Mola : l'enseignante
- Toti Dal Monte : la belle-mère
- Cesco Baseggio : Il suocero
- Ughetto Bertucci : le premier gardien de tabarin
- Mario Pisu : le nouveau gardien de tabarin
- Laura Gore : La docteur
- Ubaldo Lay (it) : Shaphiro
- Aldo Silvani : Un médecin âgé
- Vinicio Sofia : Un policier
- Nunzio Filogamo
- Enzo Garinei